# Eosanthe
Eosanthe é um género botânico pertencente à família Rubiaceae.